# Pehlad Pur Bangar
Pehlad Pur Bangar é uma vila no distrito de North West, no estado indiano de Deli.

## Demografia
Segundo o censo de 2001, Pehlad Pur Bangar tinha uma população de 10 548 habitantes. Os indivíduos do sexo masculino constituem 56% da população e os do sexo feminino 44%. Pehlad Pur Bangar tem uma taxa de literacia de 69%, superior à média nacional de 59,5%: a literacia no sexo masculino é de 76% e no sexo feminino é de 60%. Em Pehlad Pur Bangar, 17% da população está abaixo dos 6 anos de idade.